# Juan Carlos Colombo
Juan Carlos Colombo (San Juan, 7 de novembro de 1950) é um ator argentino.

## Biografia
Mudou-se para o México após estudar no Centro Universitário de Teatro da UNAM e, desde então, se tornou conhecido por diversos papéis em telenovelas da rede Televisa. entre eles Mujer, casos de la vida real (1994), Lazos de amor (1995), Clase 406 (2003), Alma de hierro (2008), Teresa (2010), Cachito de cielo (2012) e Como dice el dicho (2014).

## Vida Pessoal
Colombo é casado com a atriz de teatro Patrícia Éguia, o casal tem dois filhos Sol Colombo e Felipe Colombo que seguiu a carreira de ator, hoje ele é casado com Cecilia Coronado, e tem uma filha Aurora Colombo.

## Filmografia

### Televisão
- Yago (telenovela) (2016) - Jonás Guerrero
- Yo no creo en los hombres (2014) - Fermín Delgado
- Como dice el dicho (2014) - Ramiro / Roberto
- Porque el amor manda (2013) - Sr. Rivadineira
- Cachito de cielo (2012) - Ezequiel
- Esperanza del corazón (2011-2012) - Orvananos
- El encanto del águila (2011) - José Yves Limantour
- Teresa (2010-2011) - Don Armando Chávez
- Gritos de muerte y libertad (2010) - Juez Berazueta
- Locas de amor (2010) - Dr. Hevia
- Alma de hierro (2008-2009) - Rafael
- Hermanos y detectives (2009) - Palafox
- Sexo y otros secretos (2008) - Lázaro
- Mujeres asesinas (2008) - José Esquivel
- Los simuladores (2008) - Luque
- Amor mío (2006-2008) - Rubén Velasco
- Amarte Así (Frijolito) (~2005) mesero gruñon & angel de la guardia de Frijolito (probablemente)
- Sombreros (2005) - Reynold Rames
- Pablo y Andrea (2005) - Sabás
- CLAP (2003) - Jorge
- Clase 406 (2003) - Jorge Riquelme
- Tu historia de amor (2003) - Benjamín
- El juego de la vida (2001-2002) - Ignacio de la Mora
- Locura de amor (2000) - Alonso Ruelas
- Amor gitano (1999) - Martín
- Cuentos para solitarios (1999) - Jefe
- Rencor apasionado (1998) - Otto
- La antorcha encendida (1996) - Fray Vicente de Santa María
- Lazos de amor (1995) - Samuel Levy
- Si Dios me quita la vida (1995) - Pablo García
- El vuelo del águila (1994) - Melchor Ocampo
- Mujer, casos de la vida real (1994)
- Las secretas intenciones (1993) - José Manuel Curiel
- Vida robada (1991) - Ernesto
- Cadenas de amargura (1991) - Armando Gastelum
- Hora marcada (1990) - Doctor

### Cinema
- Cantinflas (2014)
- Tlatelolco, Verano de 68 (2013) - Abuelo Flavio
- Morelos (2013) - Obispo Antonio
- Espacio interior (2012) - Don Pedro
- Amar no es querer (2011) - Papá
- El efecto tequila (2010)
- De día y de noche (2010) - Abraham
- Hidalgo: La historia jamás contada (2010) - Obispo
- El atentado (2010) - Ortiz Monasterio
- Somos lo que hay (2010) - Director de la funeraria
- La última y nos vamos (2009) - German
- Cinco días sin Nora (2008) - Dr. Alberto Nurko
- Cañitas. Presencia (2007) - Pastor Lara
- Más que a nada en el mundo (2006) - Héctor
- La última noche (2005) - Papá Fernando
- Corazón de melón (2003) - Arturo
- Zurdo (2003) - Árbitro
- Corazones rotos (2001) - Compadre
- Todo el poder (2000) - Lic. Luna
- Sexo por compasión (2000) - Padre Anselmo
- La ley de Herodes (1999) - Ramírez
- Un dulce olor a muerte (1999) - "La amistad"
- El cometa (1999) - El Mayor
- Cilantro y perejil (1998) - Arizmendi
- El evangelio de las Maravillas (1998)
- AR-15 Comando Implacable II (1997) - Sam
- Alta tensión (1997)
- Los vuelcos del corazón (1996)
- Crímenes de pasión (1995) - René Gamboa
- Juego limpio (1995) - Francisco
- Desiertos mares (1995) - Joaquín, padre de Juan
- Espíritus (1995)
- Mujeres infieles (1995)
- Perfume, efecto inmediato (1994)
- Una buena forma de morir (1994)
- La reina de la noche (1994) - Araujo
- Peligro inminente (1994) - Cortez
- Cronos (1993)
- Miroslava (1993) - Dr. Pascual Roncal
- Fray Bartolomé de las casas (1993)
- Playa azul (1992) - Licenciado
- Gertrudis (1992) - Padre Miguel Hidalgo
- Modelo antiguo (1992) - Fernando Rivadeneira
- Cómodas mensualidades (1992) - Domínguez
- Mujer de cabaret (1991)
- La mujer de Benjamín (1991) - Paulino
- La leyenda de una máscara (1991) - Bustos
- Crimen imposible (1990)
- Las buenas costumbres (1990) - Armando Gómez
- Justiciero callejero (1990)
- Machos y hembras (1987)
- Amor a la vuelta de la esquina (1986)
- Chido Guan, el tacos de oro (1986) - Manrique
- Damiana (1978) - Mario

### Teatro
- Tiro de gracia
- De película
- Grande y Pequeño
- Orquesta de señoritas
- Entre villa y una mujer desnuda
- La guía de Turistas
- María Estuardo
- No te preocupes, Ojos azules
- Sueños de un seductor
- La dama de negro